# スポーツに関する都市伝説
スポーツに関する都市伝説（スポーツにかんするとしでんせつ）では、一般に流布しているスポーツに関連する都市伝説。

## 野球
バンビーノの呪い
1920年当時経営難にあえいでいたボストン・レッドソックスは、12万5千ドルの金銭と30万ドル以上の負債の肩代わりをすることを条件に、ベーブ・ルースをニューヨーク・ヤンキースにトレードした。しかしこのトレード以後ニューヨーク・ヤンキースは常勝軍団になりボストンレッドソックスは低迷、なぜかあと一歩のところで優勝に手が届かないという悲劇を繰り返し次回のワールドシリーズ制覇まで実に86年の年月を費やすこととなる。
山羊の呪い
1945年のワールドシリーズ第4戦の試合前、シカゴ・カブスを応援するためペットのヤギを連れてくることで有名だった男性がカブス本拠地のリグレー・フィールドへ入場する際に「ヤギの臭い」を理由に入場を断られた。するとここまで2勝1敗と優勢だったカブスが以降、3連敗を喫しワールドシリーズに敗退し、さらにカブスが2016年に108年ぶりとなるシリーズ制覇までの71年間（この間にスティーブ・バートマン事件も発生）、その出場すら果たせていなかったのはこのファンとヤギによって呪われていたから、というもの。男性の名前から「ビリー・ゴートの呪い」とも称される。
ブラックソックスの呪い
1919年、シカゴ・ホワイトソックスは当時のオーナー、チャールズ・コミスキーが極度の吝嗇家であった（ユニフォームのクリーニング代すら出し惜しむほどであった）為に、好成績にもかかわらず他チームより低年俸でプレイさせられていた(エディ・シーコットが30勝したらボーナス10000ドルの契約を結ぶも、閉幕3週間前に29勝目を挙げると以後登板機会を与えられなかったなど)。この為1919年のワールドシリーズではブラックソックス事件が起こり、1920年には8選手が球界から永久追放を受けた。この事件以後ホワイトソックスは低迷し、長くワールドシリーズ制覇から遠ざかっていたのはこの事件の影響からとされていた。
南海コンドルズ、グレートリング
1947年（昭和22年）6月の近畿日本鉄道と南海電気鉄道の分離分割に伴い、保有球団の「グレートリング」も改称することになった。南海の社章が「速さ」を表す「羽の生えた車輪」であることにちなみ「鳥の名前」とすることがまず決まり、コンドルが有力候補になった。しかし当時の球団代表であった松浦竹松が見事な禿頭で「ハゲタカはまずい」となり、同じ鳥である「ホークス」に決まった、というもの。
綱島理友は『プロ野球ユニフォーム物語』の中で、改名の経緯を掲載した元南海監督鶴岡一人の著書『御堂筋の凱歌』を挙げ、コンドルを避けた話を「生前の鶴岡さんの定番ギャグで、この話はいろいろな野球雑誌の鶴岡インタビューに登場している」と記している。「都市伝説」と記載はしていないが、関係者による「ギャグ」として扱っている。
しかし、「松浦に遠慮してコンドルを避けた」という話は南海ホークスの正式な球団史である『南海ホークス四十年史』1978年（昭和53年）のp.233にも明記されている。
一方、改名前の「グレートリング」は、観戦した米軍の軍人から性に関するスラングとして予期せぬ「喝采」を浴びたという話が複数存在するが、資料によってその指し示す内容が異なることが指摘されている（女性器、男性器、性行為）。
国鉄コンドルズ
東京ヤクルトスワローズの前身である国鉄スワローズは、当初「コンドルズ」とする予定であったが、「混んどる」ではよくない⇒「座ろう」⇒「スワローズ」になった、というもの。元漫才でのジョークだったのが都市伝説化したものとされる。
「スワロー」＝「ツバメ」は日本国有鉄道にとってシンボル的な存在であり、当時唯一の特急列車だった「つばめ」号に因んだもので、コンドルズが候補になっていた記録はない。ただし、球団名の選考の際に国鉄職員に公募を掛けたところコンドルも名称の一つに入っており、選考委員が「コンドルは『混んどる～』につながる。『坐わろ～』の方がいい」などと冗談のような真面目な議論を交わしながら決めたという新聞記事もある。
カーネル・サンダースの呪い
1985年（昭和60年）に阪神タイガースが優勝した際、便乗した暴徒がケンタッキー・フライドチキン店頭からカーネル・サンダース人形を持ち去った後、ランディ・バース選手に見立て、胴上げと称して道頓堀川に投げ込んだ。その翌年からタイガースは長期低迷し、これがカーネル人形の呪いではないか、という噂が流れた。
『探偵!ナイトスクープ』で人形を発見・救出し、呪いを解こうという企画がなされ、発見されるには至らなかったが、この噂が「全国区」となる大きな要因となった。
なお、このカーネル・サンダース人形は投げ込まれてから24年後の2009年（平成21年）に発見され、ほぼ全身が引き上げられている。
ドームラン
他の球場であれば外野フライ程度の打球が、東京ドームでは異様な伸びを見せてホームランになる、というもの。空調操作によって読売ジャイアンツ（巨人）の攻撃時のみホームランが出やすくなっている、と続く場合が多い。同ドームとホームランとの関係は東京ドーム#ホームランが出やすい理由を参照。
ドームランという言葉は東京ドームのモデルであるメトロドームで生まれ、ここでも打球の異様な伸びは見られていたが、パークファクターの指数によると他球場よりホームランが出にくいとの結果が出ている。また、空調操作があったとメトロドームの元球場職員が証言している。なおファン（田淵幸一が不振で阪神の客が入らないのでサクラという設定）がウチワを扇いで外野フライをホームランにするというネタが、初期の『がんばれ!!タブチくん!!』で使われていた。
ジャンパイア
巨人に有利な判定を行うプロ野球審判員が存在する、としてジャイアンツとアンパイアをかけ合わされた造語。
アンチ巨人を中心の巨人贔屓の判定が多いといった声の域を出ていないとされているが、巨人の監督だった原辰徳は、自分の公式ページの日記2006年7月15日のエントリーにおいて「何年か前は、ジャイアンツに有利に働くジャッジが多かったものです。それは他球団の監督にアンケートをとっても、はっきりするでしょう」と発言している。
巨人OBで1976年のシーズン途中からヤクルトスワローズの監督を務めていた広岡達朗は1979年のシーズン途中に監督を辞任した際に、当時現役の審判員だった大里晴信、岡田功、丸山博の3人が巨人に有利な判定を行っていると具体的な実名を挙げ批判する踏み込んだ発言を行っている。広岡から実名を挙げ批判された3人の内、岡田は1986年に巨人贔屓ととれる発言をしたとして審判副部長解任、制裁金15万円、同シーズンの活動停止の処分を科され、大里は1990年の巨人対ヤクルト開幕戦で一塁塁審として出場していた時に、巨人の打者・篠塚和典がヤクルトの内藤尚行から放ったライトポール際の打球をホームランと判定した際にテレビ中継で篠塚の打球がポールの右側を飛びファウルになる明らかに誤審である映像が複数回流され、同判定がもとで二軍に降格させられ、その後復帰するも、試合中に暴言を吐いた選手に対して退場処分を下すことができないなど審判員としての職務に影響が出るほどの精神的動揺からその年で引退した。
Oボール
現役時代の王貞治、長嶋茂雄は、その実績・カリスマ性により、選手は勿論審判まで特別扱いしていた、というもの。王も長嶋も巨人の中心選手であったことから上記のジャンパイアを語る際に、その代表例として語られることもある。きわどいコースのボールを王が自信満々に見逃した場合、「“世界の王”が見逃したのだから」と、ボールと判定される例が多かったとされ、「王ボール」とも呼ばれた。審判員の田中俊幸は著書で「王（長嶋）ボール」の存在を否定している。
ロッテ弁当の呪い
プロスポーツで、チームや選手の応援・記念弁当が発売されると故障や成績不振など良くないことが起こるというもの。

## サッカー
2006 FIFAワールドカップの怪
2006年FIFAワールドカップドイツ大会ではメインスポンサーがドイツ企業のアディダスだったことから様々な都市伝説が生まれている。優勝したイタリア、準優勝のフランスともにユニフォームはドイツの企業（イタリアはプーマ、フランスはアディダス）であったことから地元企業のユニフォームを着たチームに有利に働いた試合があったとされている。なお2010年の南アフリカ大会でもアディダスが賞のスポンサーを務めたが、MVPはプーマのユニフォームを着用したウルグアイのディエゴ・フォルランが選ばれた。
前田遼一シーズン初ゴールのジンクス
ジュビロ磐田（当時）FW前田遼一にJ1リーグ戦でシーズン初ゴールを許すと、そのクラブはその年J2に降格するというジンクス。事実、2007-2012年までの6シーズン連続で前田にシーズン初ゴールを許したクラブ（ヴァンフォーレ甲府、東京ヴェルディ1969、ジェフユナイテッド市原・千葉、京都サンガF.C.、モンテディオ山形、ガンバ大阪）はJ2に降格している。2013年、シーズン初ゴールの相手となった浦和レッズがJ1残留し、逆に前田が所属していた磐田がJ2に降格したことでこのジンクスは終わりを告げる。その後前田は2015年にFC東京に移籍した。

## 競馬
暗号馬券（サイン馬券）
JRAで行われるGIレースや重賞競走では来る馬が事前にわかる暗号やサインが存在するという都市伝説。JRAは暗号やサインを否定しているが実際競馬関係の書籍には暗号やサインを扱った攻略本や雑誌が数多く出版されている。
ディープインパクトの呪い
ディープインパクトに勝利した、もしくはディープが勝ったGIレースで2着になった馬が後に必ず故障したことから噂となり、『AERA』でもディープインパクトの呪いとして取り上げられた。

## サイクルスポーツ
アルカンシエルの呪い
世界選手権自転車競技大会の優勝者が一年間着用を許される虹色のジャージ（マイヨ・アルカンシエル）を着た選手は着用期間中に不調になる、メカトラブルがやたらと増える、もしくは落車などにより怪我をして活躍できないというもの。
ファビアン・カンチェラーラや中野浩一など呪いの「被害」にあった選手はいるものの、3年間アルカンシェルを着続け、その間に「モニュメント」と称されるビッグタイトルであるツール・デ・フランドルやパリ〜ルーベを制し、ツールドフランスのポイント賞を獲得したペーター・サガンの様に全く関係ないとばかりに好成績を残す選手もいる。
実際には目立つジャージゆえに他チームから強くマークされるなどの偶然が重なっただけとされていたが、精査した結果、マークされた可能性よりも平均への回帰である可能性が高いことが判明した。

## アメリカンフットボール
スーパーボウルのハーフタイムショー
スーパーボウルのハーフタイムショーに毎年有名歌手が起用されるのは「ハーフタイムに視聴者が一斉にトイレを使うと上下水道がパンクするので、ショーで注目を集めることでそれを防ぐ」のが目的だという説。実際に一部の都市で「ハーフタイム中のトイレの使用を控える」よう呼びかけられた事例はあるものの、主催者側ではそのような意図は全くないとしている。
スーパーボウル開催球場のジンクス
スーパーボウルの開催球場は、開催年前年のシーズン開幕前までには発表される。近年ではNFLの本拠地球場が充てがわれる。
しかし、第1回大会から一度たりとも開催球場を本拠地としているチームはその年のスーパーボウルには進出できていない。中にはマイアミ・ドルフィンズ (11度) やニューオーリンズ・セインツ (10度) の様に10度以上本拠地球場が開催球場となったもののその全てで進出を逃した球団もあるからか、これは呪いの類だと考える者も現れた。
開催地こそ出場チームのフランチャイズ地域だったが本拠地球場ではなかったことは過去に3度 (第11・14・19回) あるが、いずれもNFLの本拠地球場で開催されなかった為に起こったものである。更に第48回はNFLでは唯一2球団 (ニューヨーク・ジャイアンツとニューヨーク・ジェッツ) が本拠地としているメットライフ・スタジアムで開催されることとなりジンクスが破られる可能性が高まったが、両球団ともプレーオフにすら進出することが出来ずジンクスは継続されることとなった。
しかし、2020年シーズンの第55回スーパーボウルはタンパベイ・バッカニアーズの本拠地球場であるレイモンド・ジェームス・スタジアムで開催されることが決定していた。その中でバッカニアーズがNFCカンファレンスチャンピオンシップに勝利してスーパーボウル進出を決めた為、半世紀以上にも及ぶジンクスが破られた。
マッデンの呪い
世界で唯一のNFL公認ビデオゲームである「マッデンNFL」シリーズでは2001年以降毎年パッケージに前年度活躍した選手1名 (2010年のみ2名) が起用される。
しかし、2003年に起用されたマーシャル・フォークが怪我で成績を大きく落とし、この怪我をきっかけに急速に能力が衰えていった上にチームも低迷した。翌2004年に起用されたマイケル・ヴィックは自身の成績自体は前年度並みでチームもプレーオフに進出したが、シーズン終了後に闘犬賭博で逮捕されて無期限出場停止処分を受けた。更に2005年に起用されたレイ・ルイスは故障でシーズンの大半を欠場したなどパッケージのカバーに起用された選手が悉くフィールド内外問わずネガティブな事象に巻き込まれていった。
この一連の出来事から、パッケージに起用された選手は自身が不振や故障に陥ったり所属チームが低迷する、或いはフィールド外でのトラブルに巻き込まれる「呪い」があるのではないかと囁かれる様になった。
実際、2003年以降にパッケージに起用された選手の内、故障やトラブルと無縁で尚且つ前年度並みの個人成績を残すことが出来たのはカルビン・ジョンソン (チームは地区最下位) 、リチャード・シャーマン (プレーオフで負傷) 、オデル・ベッカム、トム・ブレイディ (連覇の懸かったスーパーボウルで圧倒的有利とされた下馬評を覆され敗退) 、アントニオ・ブラウン (オフにチーム首脳陣との軋轢からトレードされた挙句、翌年は自身の度重なる問題行動や不祥事で2度解雇された結果1試合のみしか出場できず) 、パトリック・マホームズと数少ない。また、先述の選手はいずれも2010年代に入ってから起用された選手であり、2000年代では皆無である。
また、この呪いを信じる選手がパッケージになることを断ったこともある。